# Otto Jørgensen (politiker)
 Der er flere personer med dette navn, se Otto Jørgensen.
Otto Frederik Christian Jørgensen (3. august 1808 i København – 2. maj 1858 i Saksild) var en dansk præst og politiker.
Jørgensen var søn af grosserer Bartholin Jørgensen, kom 1819 i Borgerdydskolen, hvorfra han 1826 blev student. Han virkede så i nogle år som lærer på land og i by, blev institutbestyrer i København 1832 og cand.theol. 1834. 1838 blev han præst på Suðuroy på Færøerne, på Østerø 1843 og provst over alle øerne 1849. Han var dernæst sognepræst i Saksild-Nølev Sogne i Aarhus Stift fra 1854 til sin død.
1852-53 var han kongevalgt medlem af Lagtinget på Færøerne, og ved folketingsvalget 1853 stillede han op i Thorshavn mod venstremanden N.C. Winther, der beholdt kredsen med næsten 100 stemmer flere end Jørgensen. Men ved landstingsvalget omtrent fire måneder senere blev Otto Jørgensen valgt uden modkandidat, og fra 26. juli 1853 til 20. juli 1855 var han landstingsmand for 12. kreds, som omfattede Færøerne.
Han var gift med Charlotte Christine Emilie f. Tøxen. Deres datter Charlotte Louise Johanne Jørgensen ægtede i 1864 politikeren Philip Dam.